# Discours
Pour les articles homonymes, voir Discours (homonymie).
 (mai 2017).
Si vous disposez d'ouvrages ou d'articles de référence ou si vous connaissez des sites web de qualité traitant du thème abordé ici, merci de compléter l'article en donnant les références utiles à sa vérifiabilité et en les liant à la section « Notes et références ».

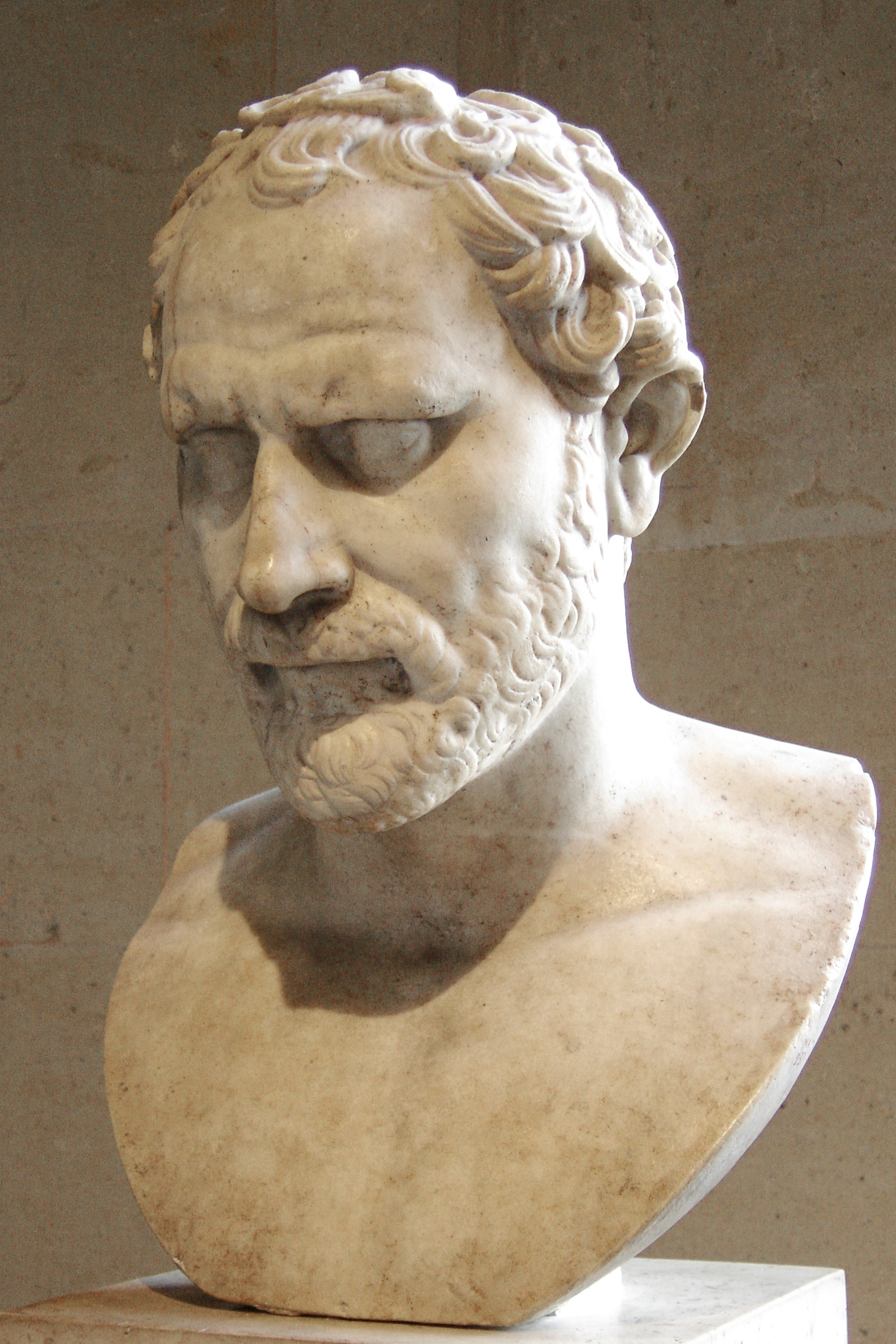
Démosthène est considéré parmi les plus grands orateurs de l'Antiquité classique grecque.

Un discours est un genre de communication qui consiste généralement en un développement oral fait devant une audience, le plus souvent à l'occasion d'un événement particulier. Destiné à persuader ou à émouvoir, il est structuré selon des règles précises.

## Typologie
On distingue, suivant les circonstances de temps et de lieu, suivant l’auditoire, le sujet ou le but, autant de sortes de discours qu’il y a de genres d’éloquence.
Traditionnellement, on distingue quatre types de discours : narratif, descriptif, explicatif et argumentatif.
On distingue le genre démonstratif (blâme ou louange), le genre délibératif (conseil ou dissuasion) et le genre judiciaire (défense ou accusation). Du point de vue des circonstances dans lesquelles le discours est prononcé, il peut s’agir d’un sermon, d’un plaidoyer, d’un réquisitoire, d’une commémoration.

### Politique
À la tribune, c’est-à-dire à l'éloquence politique, se rapportent tous les discours politiques, les harangues, les allocutions populaires ou les proclamations militaires.
- Le discours de Victor Hugo connu sous le titre « Détruire la misère »[4] prononcé devant l’Assemblée Nationale le 9 juillet 1849.
- Le discours de Franklin D. Roosevelt connu sous le titre « Le New Deal » (le 4 mars 1933).
- Le discours de Bayeux ou l'Appel du 18 juin 1940 du général de Gaulle.
- Le discours connu sous le titre de « I have a dream » de Martin Luther King.
- Le discours connu sous le titre de « Ich bin ein Berliner » de John Kennedy.
- La déclaration du 9 mai 1950 prononcée par Robert Schuman, considérée comme le texte fondateur de la construction européenne.
- Le discours d'Albert Camus « Discours de Suède » lorsqu’il a reçu son prix en 1957.
- Le discours du général Charles de Gaulle « Je vous ai compris » lors du meeting d’Alger le 4 juin 1958.
- Le discours connu sous le titre de « Je témoigne de vous » de Joseph Wresinski (le 17 octobre 1987).

Certains grands personnages, ayant vécu avant le développement de médias tels que les enregistrements audio et vidéo, n’ont laissé aucune trace de leurs discours. D’autres ont marqué par le support de diffusion ou l'usage qui en est fait.
- Le discours de Ronald Reagan Ronald Reagan Speaks Out Against Socialized Medicine sorti sur disque vinyle en 1961 a servi dans une campagne de propagande contre les propositions du Parti démocrate visant à étendre la couverture de la sécurité sociale.

### Droit
Au barreau ou à l'éloquence judiciaire, se rapportent tous les plaidoyers, réquisitoires, mercuriales ou philippiques.

### Éloquence de la chaire et genre académique
À l’éloquence de la chaire et au genre académique, se rapportent tous les exemples de discours épidictique, panégyriques, oraisons funèbres ou éloges, mais aussi les sermons, homélies, prônes, ou dissertations oratoires.

## Structure
Le discours se partage en un certain nombre de parties identifiées par l'enseignement rhétorique, exorde, proposition ou narration, division, confirmation, réfutation, péroraison ou conclusion, qui sont depuis les Anciens l’objet d’une étude et de règles spéciales dans les traités rhétoriques, tels que De inventione de Cicéron, La Rhétorique à Herennius et l'Institution oratoire de Quintilien.
Cicéron, dans son De oratore et Orator ad Brutum, donne une idée des qualités nécessaires pour faire un bon orateur, maîtrise technique et culture générale et philosophique.

## Titre d'ouvrages
Les Anciens qualifiaient notamment de discours les compositions qui, de par leur ton familier, se rapprochaient d'une conversation.
Les Satires et les Épîtres d’Horace portent le nom de Sermones. Voltaire a appelé Discours en vers des poèmes philosophiques d’une étendue restreinte que jusque-là on nommait essais, et qui n’ont pas la savante composition d’un ouvrage régulier.
Au XVIe siècle, le titre de discours était journellement donné à des opuscules et brochures de circonstance, dont plusieurs ont aujourd’hui un grand intérêt de curiosité bibliographique. Des épithètes explicatives s’y ajoutaient le plus souvent pour mettre en relief le sujet ou le caractère de récrit : Discours ample et très-véritable, Discours au vray, Discours admirable, Discours certains, Discours déplorable, Discours facétieux, joyeux, très-récréatif, Discours merveilleux, merveillable, miraculeux, épouvantable, Discours non plus mélancolique que divers, etc.
Du XVIe siècle jusqu’à aujourd’hui, le titre de « discours » est resté attaché à quelques ouvrages d’une grande portée philosophique, religieuse ou politique, ou d’une belle exécution littéraire. Tels furent : Discours de la servitude volontaire, de La Boétie, Discours de la méthode, de Descartes ; Discours sur la première décade de Tite-Live de Machiavel ; Discours sur l'Histoire universelle, de Bossuet ; Discours sur l'origine et les fondements de l'inégalité parmi les hommes et Discours sur les sciences et les arts, de Rousseau ; Discours préliminaire de l’Encyclopédie, de d’Alembert ; Discours sur les révolutions du Globe, de Cuvier ; Discours à la nation allemande, de Fichte ; Discours sur la religion, de Schleiermacher, etc. Camille Desmoulins a rédigé une brochure intitulée Discours à la lanterne en 1789.